# Рижская 10 средняя школа
Рижская 10-я средняя школа — одна из старейших рижских средних школ, расположенная на улице Ленчу, 1, на пересечении с ул. Стрелниеку, в центре латвийской столицы.

## История
История школы восходит к 1938 году, когда на улице Ленчу была открыта начальная школа Виестура для мальчиков.
Здание спроектировали архитекторы Паулс Кундзиньш и Освальд Тилманис в 1936—1938 годах. Наличие герба Риги на здании означало, что это городская собственность и построена за городские деньги.
Во время Великой Отечественной войны здание школы использовали как военный госпиталь.
После освобождения Риги от немецко-фашистских захватчиков в октябре 1944 года школа уже в ноябре начала работать как русская советская гимназия для девочек и была таковой до 1953 года. В 1945 году в список учебных заведений Риги внесена как 10-я городская общеобразовательная школа с русским языком обучения, тогда же состоялся первый выпуск.
В 1953 году в школе начали учиться и девочки, и мальчики. В 1966 году школа перешла на 10-летнее среднее образование.
В 1963 году к школе был пристроен новый корпус вдоль улицы Стрелниеку, где разместились классы, спортивный и актовый залы.
После восстановления независимости Латвии школа сохранилась как русская, в нынешней терминологии — латвийская школа с модулем преподавания на языках нацменьшинств. В программе средней школы (9—12 классы) позиционируется как учебное заведение с углубленным изучением математики.
В 2012 году фасад Рижской 10-й средней школы был реконструирован в рамках программы Рижской думы «Городские фасады», когда был восстановлен герб Риги на главном фасаде, пристроена библиотека, реновирована спортивная площадка.
В октябре 2014 года 10-й средней школе Риги исполнилось 70 лет. По этому случаю были выпущены две книги воспоминаний учителей и выпускников, прошёл торжественный концерт во дворце культуры «Зиемельблазма».

## Руководство
Школой за время её существования руководили пять директоров. Надежда Николаевна Икауниеце руководит школой с июля 1992 года.

### Директора школы[1]
- 1944—1958 — Надежда Николаевна Ликсашина
- 1958—1959 — Валентина Александровна Малькова
- 1959—1974 — Александр Александрович Мальков
- 1974—1979 — Прасковья Кузьминична Могучева
- 1979—1992 — Вера Александровна Ахметова

## Образовательные программы

### Качество обучения
В рейтинге латвийских школ 10-я средняя школа занимает наивысшую позицию среди школ нацменьшинств и 5-e место в общем зачёте (2018 год) среди почти 90 больших школ, обгоняя такие известные в Риге школы как Рижская Пурвциемская средняя школа, Рижская 64-я средняя школа и 34-я. Учащиеся показывают лучшие в республике результаты сдачи государственных экзаменов по математике и физике.
Каждый год школьная библиотека дополняется лучшими материалами работ проектной недели, в которых участвуют старшеклассники, последними изданиями по истории Латвии.
В рамках проектной недели школьники выбирают для изучения темы по истории Риги, архитектурным памятникам города и выдающимся личностям. Дети при помощи учителей и родителей отправляются на экскурсии в Рижский аэропорт, на телебашню, в центральный офис Latvenergo, Рижскую думу, на заводы и современные предприятия — Accenture, LNK Group, Grindex. Это способствует лучшей профориентации учащихся и выбору современных профессий.
Для старшеклассников в дискуссионном клубе организуются встречи с известными политиками и интересными людьми — такими, как депутаты парламента и государственные деятели Айнарс Шлесерс, Нил Ушаков, Иван Клементьев, Сергей Долгополов, публицист Виктор Авотиньш, члены семьи Яниса Чаксте — его внучка Айя, внучка, дочь Константина Чаксте Анна Чаксте-Роллинс, правнучка Кристина Чаксте, поэт Кнут Скуениекс. Российский журналист и режиссёр Владимир Молчанов представил в школе свой документальный фильм «Мелодии Рижского гетто». Историк и краевед Игорь Гусев представлял свои документальные фильмы, посвященные давним связям славян и латышей. Школьники также встречались с послом России в Латвии Александром Вешняковым и послом Украины в Латвии Раулем Чилачавой, с руководителем Рижской еврейской общины Аркадием Сухаренко.
Популярность среди учеников 9-12 классов получили мероприятия, организованные Евроклубом школы, созданным в 2003 году. Дважды учеников 10-й школы награждали поездкой в Страсбург, чтобы ознакомиться с работой Европейского парламента. В 2017 году учителя школы присоединились к движению «Послы Европарламента в школах», цель которого — укрепить в учащихся осознание себя как части Европы.
В школе работает клуб знатоков — поклонников игры «Что? Где? Когда?».
В 2005—2011 годах проводился футбольный турнир на приз выпускников школы, журналиста и депутата Сейма Валерия Карпушкина и писателя Марка Дубовского.
Ежегодно школа проводит литературный конкурс имени Николая Задорнова.
Кредо школы — воспитание подрастающего поколения в коллективе, так как именно так решаются вопросы, связанные с равным, уважительным отношением к людям и с учетом особенностей ребёнка. «Через общие дела класса воспитываются поддержка, дружба, сочувствие, сопереживание. Когда юноша выходит со знаниями, но не умеет строить отношения с людьми — это плохо», — считает директор школы Н.Икауниеце. Самостоятельность учеников воспитывается в школьном ученическом комитете и при проведении Дней самоуправления, когда в качестве учителей-дублеров выступают ученики 10-12 классов.

### Победы в олимпиадах и конференциях[1]
Алексей Попов — победитель и лауреат международных олимпиад по математике, 2011 и 2013 годы.
Победы учеников 10-й школы в республиканских научных конференциях школьников:
- биология (2002);
- английский язык (2003);
- химия (2003, 2005);
- психология (2006, 2007);
- математика (2008).

### Творческие студии
В школе работают музыкальная студия, созданная в 1989 году Валентиной Викторовной Макаровой, и камерный оркестр под руководством А. В. Вербицкого. Ю. И. Нагаева руководит детской театральной студией. Каждый год участники творческих коллективов получают призы в международном конкурсе «Татьянин день» Латвийского общества русской культуры и Латвийской ассоциации в поддержку школ с обучением на русском языке. В музыкальной студии ежегодно занимаются около 200 детей, с которыми работают Юлия Ивановна Нагаева (педагог по вокалу), Алексей Васильевич Вербицкий (духовые инструменты), Галина Владимировна Рожанская (фортепиано), Наталия Рудак (скрипка). Руководит студией Людмила Викторовна Мороз.
Школьный оркестр и хор в 2005 году побывали с гастролями в Германии, выступив в Виллингене и Дрездене с программами классической музыки, песнями Исаака и Максима Дунаевских, латышской и немецкой музыкой.